# Joseph Ravannack
John Joseph Ravannack, ameriški veslač, * 19. marec 1878, † 10. oktober 1910.
Ravannack je za ZDA nastopil na Poletnih olimpijskih igrah 1904 v St. Louisu, kjer je nastopal v disciplini dvojni dvojec in osvojil bronasto medaljo.